# Andamán-tenger
Az Andamán-tenger (burmai မုတ္တမ) tenger délre Mianmartól, nyugatra Thaiföldtől és az Andamán-szigetektől keletre, az Indiai-óceán része.
Észak–déli irányban mintegy 1200 kilométer hosszú, keleti–nyugati irányban mintegy 650 kilométer széles, területe mintegy 797 700 km². Legnagyobb mért mélysége 3777 méter.
Délkeleti végénél az Andamán-tenger elkeskenyedik és átmegy a Malaka-szorosba, amely a Maláj-félszigetet választja el Szumátra szigetétől.